# Pulsarplanet

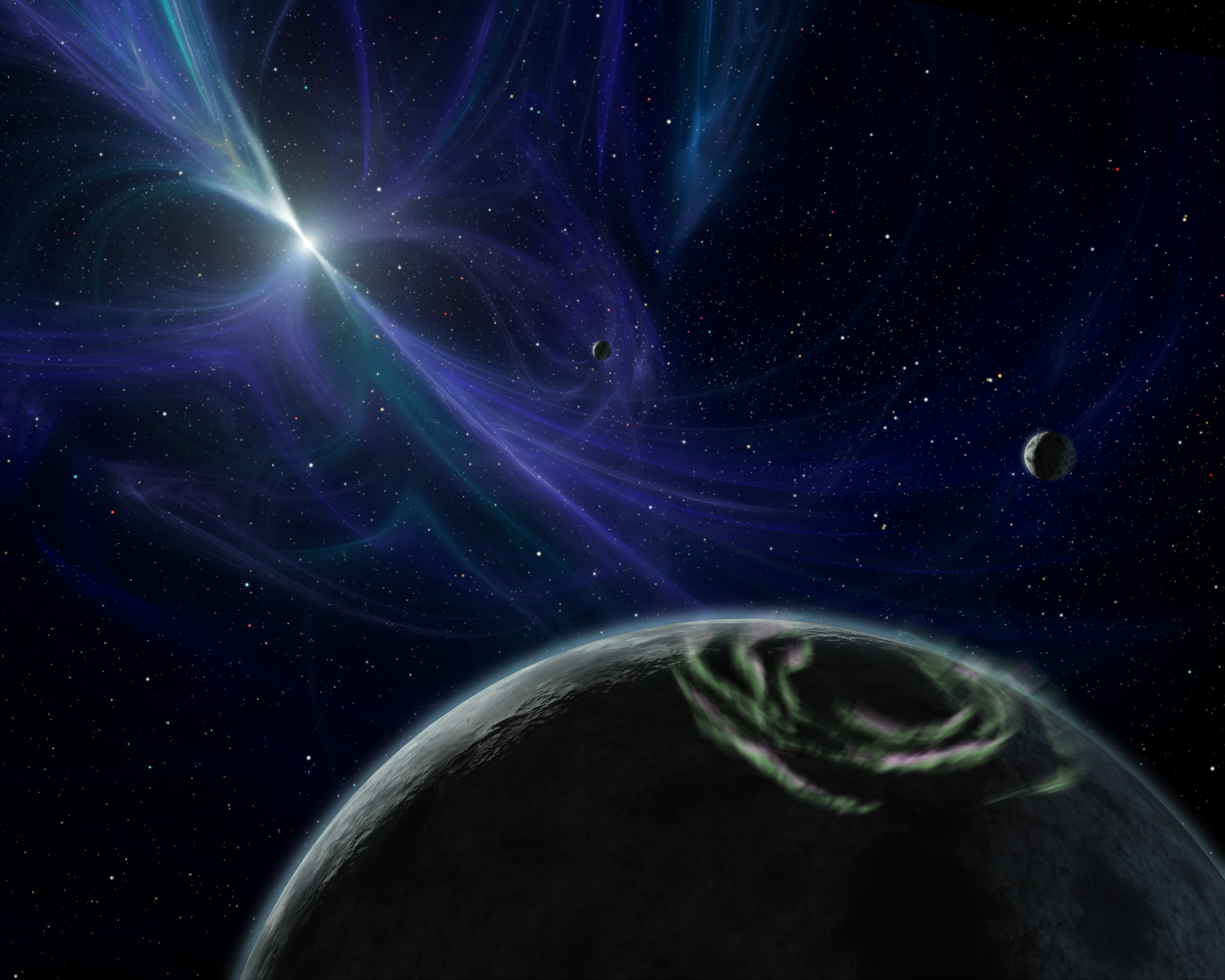
En artistisk illustration av PSR B1257+12s planetsystem

Pulsarplaneter är planeter som kretsar runt snabbt roterande neutronstjärnor så kallade pulsarer. Den första pulsarplaneten som upptäcktes kretsade runt en millisekundpulsar och var den första extrasolära planeten (eller exoplanet) som upptäcktes.

## Pulsarplaneter
Metoden för att upptäcka pulsarplaneter kallas pulsar timing och upptäcker anomalier i pulsarens "puls".  Alla himlakroppar som kretsar runt pulsaren förorsakar regelbundna förändringar i dess puls. Eftersom pulsarer normalt roterar med en så gott som konstant hastighet så hittas förändringar enkelt genom en exakt mätning av pulsen. Metoden användes ursprungligen inte för att upptäcka exoplaneter, men har visat sig vara känslig nog för att kunna upptäcka planeter så små som en tiondels jordmassa, utan för att se om pulsaren omges av flera planeter. Eftersom pulsarer är relativt sällsynta är denna metod inte lämpad för att finna större mängder exoplaneter. Upptäckten av pulsarplaneter var oväntad; pulsarer eller neutronstjärnor har tidigare varit del av en supernova, och man trodde att de planeter som kretsade kring sådana stjärnor skulle bli förstörda i explosionen.
Det är mycket osannolikt att en planet som kretsar runt en pulsar skulle ha liv, eftersom planeterna utsätts för stora mängder av högenergistrålning som är dödligt för alla former av liv som vi känner till.
År 1992 meddelade Aleksander Wolszczan och Dale Frail att de hade upptäckt ett planetsystem runt millisekundpulsaren PSR 1257+12. Dessa planeter var de första exoplaneter som upptäcktes. Dessutom upptäckte Wolszczan ytterligare en planet, innanför de två första, som inte var mycket större än jordens måne.

## Den första upptäckten

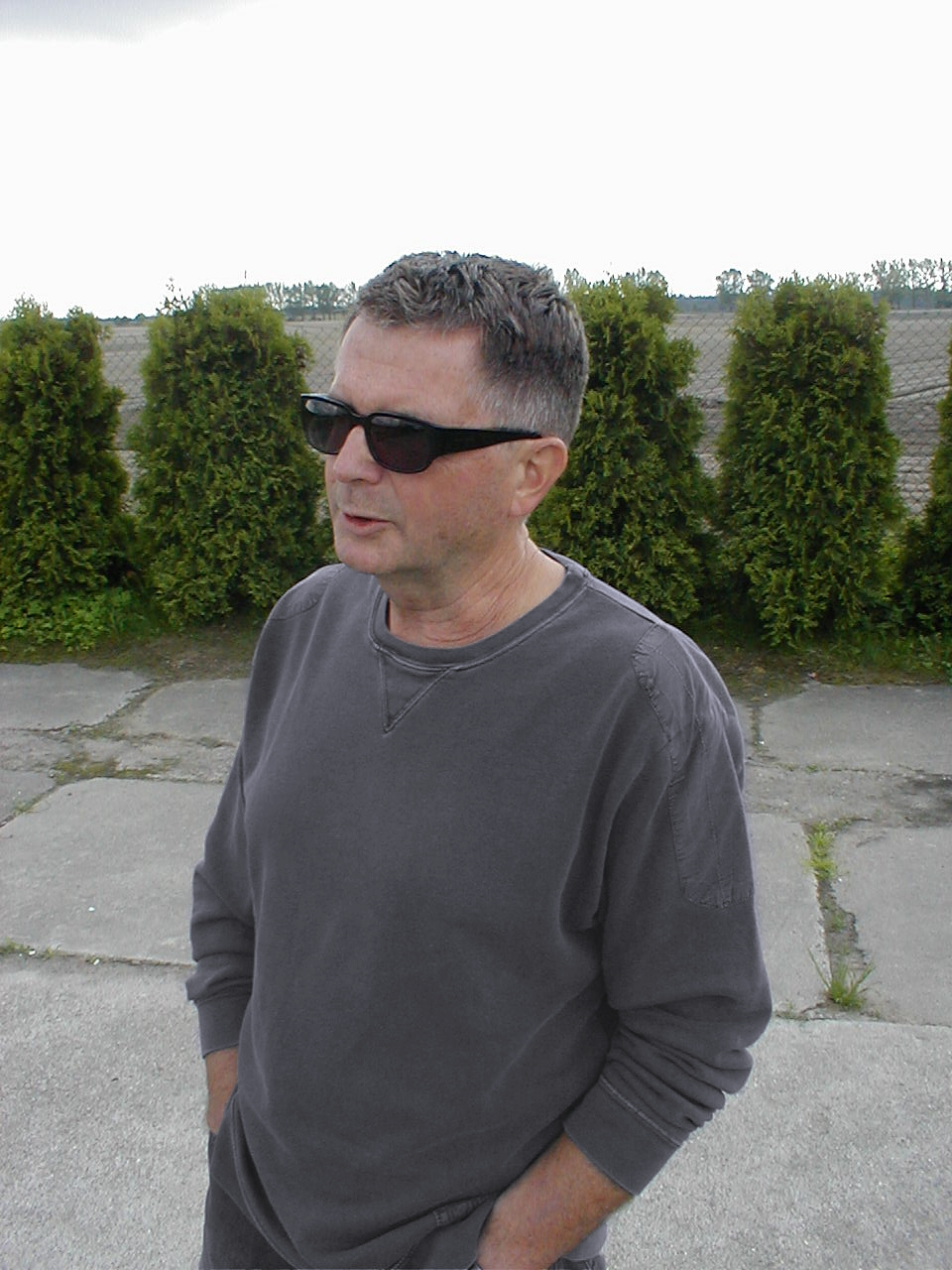
Aleksander Wolszczan

Andrew Lyne meddelade 1991 att en exoplanet hittats kretsandes runt PSR 1829-10. Efter att ha korrigerat sina beräkningar insåg han att de var felaktiga. Han drog tillbaks sin upptäckt strax innan den första riktiga pulsarplaneten upptäcktes. Aleksander Wolszczan och Dale Rail meddelade 1992 att de upptäckt ett multiplanetärt planetsystem runt millisekundpulsaren PSR 1257+12 bestående av två planeter. Dessa var de två första exoplaneter som upptäcktes, och därmed också det första multiplanetära exoplanetsystemet som hittades, samt den första pulsarplaneten. Det fanns tvivel angående upptäckten eftersom Andrew G. Lynn korrigerat sin upptäckt och frågan om pulsarer överhuvudtaget skulle kunna ha planeter. Planetens existens bekräftades dock, och senare hittades ytterligare två planeter med mindre massa med hjälp av samma metod.
År 2003, då Lyne och hans team upptäckte J0737-3039, den första binära talsystemet finns där båda komponenter var pulsade neutronstjärnor. Lynes kollega Richard Manchester kallade PSR J0737-3039-systemet ett "fantastiskt naturligt laboratorium" för att studera specialiserade effekterna av den allmänna relativitetsteorin. Andra senaste arbete som Dr Lyne har åtagit omfattar även forskning om den klotformiga stjärnhopen på 47 Tucanae, vars tät stjärnornas befolkning fungerar som en plantskola för millisekund och binära pulsarer.
År 2000 upptäcktes att millisekundpulsaren PSR B1620-26 hade en planet PSR B1620-26 b som kretsar runt både pulsaren och dennes syster-stjärna som är en vit dvärg, WD B1620-26. Denna planet förklarades som den äldsta planeten någon hittat, med sina 12,7 miljarder år. Man tror att den ursprungligen varit en planet runt WD B1620-26 innan det blev en planet runt en dubbelstjärna, och därför, medan man hittade den genom pulsar timing, så formades den inte som man trodde att planeterna runt PSR B1257+12 gjorde.
År 2006 hittade man en protoplanetär skiva runt magnetaren 4U 0142+61 som ligger 13 000 ljusår ifrån jorden. Upptäckten gjordes av en grupp ledd av Deepto Chakrabarty på Massachusetts Institute of Technology(MIT) med hjälp av Spitzerteleskopet. Man tror att skivan har formats av metallrika rester från supernovan som formade pulsaren för cirka 100 000 år sedan och liknar de som studerats runt solliknande stjärnor, vilket tyder på att det kan vara förmögen till att forma planeter på liknande sätt. Pulsarplaneter kommer inte att kunna utveckla något liv som påminner om något känt liv på jorden. Förutom den starka joniserande strålning som pulsaren avger en pulsar motsvarande låg nivå av ljus.

## Metoder för att upptäcka pulsarplaneter

Modell av en pulsar, där neutronstjärnan i mitten är blå. Om en planet skulle korsa pulsaren så kan den upptäckas med hjälp av Pulsar Timing

Tyvärr vet vi bara en metod idag för att upptäcka pulsarplaneter, den metoden heter Pulsar Timing. Pulsar Timing går ut på att man observerar och mäter en neutronstjärnas pulsar. Den här metoden kräver att man gör korrekt exakta mätningar i pulsaren för att kunna märka avvikelser i pulsaren för att hitta planeter runt pulsaren. Eftersom en pulsar är så tung är dess rotation normalt mycket stabil. Små variationer i rotationen kan ge små avvikelser i pulsfrekvensen, och om variationerna mäts tillräckligt noggrant medger de beräkning av rotationsavvikelsen som ger upphov till pulsfrekvensens variationer. Tidigare användes inte metoden för att upptäcka pulsarplaneter, men den visade sig att vara känslig nog för att kunna upptäcka planeter med en tiondels jordmassa. Pulsar Timing kan även användas för att upptäcka andra/nya pulsarplaneter. 
Pulsar Timing-metoden är besläktad med radialhastighetsmetoden för vanliga stjärnor, både Pulsar Timing och Radialhastigheten bygger på dopplereffekten.

## Teorier om pulsarplaneter innan den första upptäcktes
Innan man upptäckte den första pulsarplaneten trodde astronomerna att inte pulsarplaneter kunde existera, att de inte borde finnas. Det var för att man trodde att den förödande supernova som förvandlade stjärnan till en neutronstjärna också borde ha förvandlat alla planeter kring stjärnan till aska. Inga planeter kan överleva när en stjärna exploderar, trodde man innan 1992. Till att börja med ställde sig många astronomer högst skeptiska till att man upptäckte den första pulsarplaneten, det var ju trots allt en mycket oväntad plats att hitta planeter på.
En teori som föreslagits är att de motsägelsefulla planeterna är blottlagda kärnor från före detta gasjättar. Dessa gasjättars steniga inre skulle i så fall ha lyckats hålla sig vid liv då resten av de dödsdömda planeterna förintades av en supernovas våldsamma explosion.
En annan teori går ut på att planeterna på något vis skulle ha bildats efter det att stjärnans ursprungliga planeter utplånats av supernovan.
Astronomerna har länge lutat åt att det andra alternativet skulle vara det rätta, att nya planeter formats ur resterna efter de gamla. Men tills helt nyligen har man inte kunnat hitta några direkta bevis för att detta överhuvudtaget skulle vara möjligt.

## Lista över pulsarplaneter

### Bevisade planeter
| Pulsar       | Planetariskt objekt | Massa     | Halv storaxel (AU) | Siderisk omloppstid  | Publicerat |
| ------------ | ------------------- | --------- | ------------------ | -------------------- | ---------- |
| PSR B1620-26 | PSR B1620-26 b      | 2.5 MJ    | 23                 | 100 år               | 2003       |
| PSR B1257+12 | PSR B1257+12 A      | 0.020 ME  | 0.19               | 25.262±0.003 dagar   | 1994       |
| PSR B1257+12 | PSR B1257+12 B      | 4.3 ME    | 0.36               | 66.5419±0.0001 dagar | 1992       |
| PSR B1257+12 | PSR B1257+12 C      | 3.90 ME   | 0.46               | 98.2114±0.0002 dagar | 1992       |
| PSR B1257+12 | PSR B1257+12 D      | 0.0004 ME | ~2.6               | ~3.5 år              | 2002       |

### Ovissa planeter
| Pulsar       | Planetariskt objekt | Massa  | Halv storaxel (AU) | Siderisk omloppstid (Dagar) | Publicerat |
| ------------ | ------------------- | ------ | ------------------ | --------------------------- | ---------- |
| Geminga      | Geminga b           | 1.7 ME | 3.3                | 5.1 år                      | 1997       |
| PSR B0329+54 | PSR B0329+54 A      | 0.3 ME | 2.3                | 1205.358±0.003 dagar        | 1979       |
| PSR B0329+54 | PSR B0329+54 B      | 2.2 ME | 7.3                | 61728.94±0.003 dagar        | 1979       |
| PSR B1828-10 | PSR B1828-10 A      | 3 ME   | 0.93               | 384.3649 dagar              | 1992       |
| PSR B1828-10 | PSR B1828-10 B      | 12 ME  | 1.32               | 493.077375 dagar            | 1992       |
| PSR B1828-10 | PSR B1828-10 C      | 8 ME   | ?                  | ?                           | ?          |

### Protoplanetära skivor
| Pulsar     | Proplyd              | Upptäckt |
| ---------- | -------------------- | -------- |
| 4U 0142+61 | 4U 0142+61's proplyd | 2006     |

### Motbevisade planeter
| Pulsar      | Planet        | Massa |
| ----------- | ------------- | ----- |
| PSR 1829-10 | PSR 1829-10 A | 10 ME |